# Yara ten Holte
Yara ten Holte (Amsterdam, 23 november 1999) is een Nederlandse handbalster die onder contract staat bij Borussia Dortmund. Ze speelt tevens voor het Nederlands team.